# Улица Књаз Александар I Батенберг (Пловдив)
Улица Књаз Александар I Батенберг (буг. Княз Александър I Батенберг) део је главне пешачке и трговачке улице у Пловдиву, познате као Главна улица. Уједно је и део пешачке зоне у историјском градском језгру — Старом граду Пловдива, који је 2004. године уврштен на Унескову привремену листу светске баштине. Дуга је око 700 метара.
Улица се протеже трасом којом се некада протезала главна улица античког Филипополиса, па се на њеном почетку и крају налазе два археолошка налазишта — једно (на почетку) са остацима античког форума, а друго са остацима римског стадиона. Од стадиона се наставља такође пешачка улица Рајко Даскалов. Ове две улице, заједно са наткривеним пешачким мостом преко реке Марице, чине пешачку трасу и главно пловдивско шеталиште, познато као Главна улица, дуго око 1,5 км. Ова траса представља једну од најдужих пешачких улица у Европи.

## Име улице
Улица је названа по Александру I Батенбергу (буг. Александър I Батенберг), познатом и као Александер Јозеф фон Батенберг који је био кнез Бугарске од 26. јуна 1879. до 9. септембра 1886. године.

## Улицом Књаза Александра I Батенберга
Занимљиво је да се улица Књаза Александра I Батенберга протеже трасом главне улице античког Филипополиса, па почиње и завршава се отвореним и конзервираним археолошким налазиштима. Оба налазишта уклопљена су у архитектонску целину улице и могуће их је обићи.
Улица почиње на Централном тргу на коме се налазе хотел „Рамада Пловдив Тримонтиум” и зграда Централне поште. Непосредно уз трг, на почетку улице, налази се величанствени парк Башта цара Симеона и археолошко налазиште са остацима са остацима античког форума. Даље пролази преко Трга Стефана Стамболова где се налази зграда Општине Пловдив и завршава се код археолошког налазишта Римски стадион и Џумаја џамије.
У пешачкој улици коју чине улице Александра I Батенберга и Рајка Даскалова налази се низ различитих продавница: гардеробе, козметике, прибора и намирница, апотеке, књижаре и друге. Између њих су смештени кафићи и ресторани. Већина зграда дуж овог шеталишта изграђена је почетком 20. века. Њихова архитектура има елементе класицизма, сецесије и постмодернизма.

### Башта цара Симеона
Башта цара Симеона је велики градски парк, један од најлепших паркова у Пловдиву и представља једну од пловдивских туристичких атракција. Основан 1892. године, а пројектовао га је швајцарски пејзажни архитекта Лусиен Шевала (Lucien Chevalas, 1840-1921). Парк је реконструисан 2015. године.
Многобројне пешачке стазе засењене су високим дрвећем бујних крошњи а дуж њих се налазе многобројне клупе, па је зато омиљено место за одмор и рекреацију становника и посетилаца овог града. У парку се налазе бројне фонтане и скулптуре, од класичне фонтане богиње плодности Деметре до савремених скулптура најзначајнијих личности бугарске историје, укључујући и скулптуру архитекте Лусиена Шевала. Један од украса свакако је и пространи газебо Бечки павиљон, реплика павиљона из 1936. Главна атракција парка је Музичка фонтана изграђена у обновљеном вештачком језеру које је постојало у парку и пре реконструкције. Током вечери посетиоци парка могу присуствовати спектакуларној светлосној представи испреплетеној са воденим ефектима, а све то праћено музиком.

### Римски форум
Остаци Римског форума откривени су случајно, приликом археолошких ископавања 1968 године и касније је детаљно реконструисан. Данас важи за један од најбоље очуваних римских амфитеатара у свету. Саграђен је у 1. веку за време владавине цара Трајана. Гледалиште има 28 концентричних полукружних редова камених седишта, а служио је за представе, гладијаторске и ловачке игре. Коришћен је до 5. века, када је страдао у нападима Атиле Хунског. Ово је једна од најчешће фотографисаних знаменитости Пловдива.

### Римски стадион
Римски стадион саграђен је у 2. веку, за време владавине цара Хадријана. Откривен је и видљив само један његов део, северни и могуће га је обићи. Остатак се налази испод главне шеталишне зоне. Гледалиште је изграђено од белог мермера и на њему је могло да се смести и до 30.000 гледалаца. Поједина седишта су украшена. Откривени део Стадиона се данас користи за различите врсте свечаности и активности у граду.

### Џумаја џамија
Џумаја џамија (буг. Джумая джамия, тур. Hüdavendigâr Camii или Cuma Camii) је главна муслиманска богомоља у Пловдиву. Једна је од две преостале, од петнаестак колико их је некада било у граду. Подигнута је на месту Саборне цркве Свете Петке Тарновске убрзо након што је град освојила османска војска (1363-1364). За време владавине султана Мурата II стара xamija је срушена и на њеном месту саграђена данашња. Џумаја џамија представља један од најстаријих и највећих османских верских објеката на Балкану. Зидно сликарство унутар џамије вероватно потиче с краја 18. и почетка 19. века.